# Okręg administracyjny Lipsk
Okręg administracyjny Lipsk (niem. Direktionsbezirk Leipzig) – jeden z dawnych trzech tego typów okręgów w Saksonii. Okręg powstał 1 sierpnia 2008 jako następstwo rejencji Lipsk w wyniku reformy administracyjnej kraju związkowego. Jednostka została zlikwidowana 1 marca 2012 roku. Siedziba administracyjna okręgu znajdowała się w Lipsku.

## Podział administracyjny
Okręg administracyjny Lipsk składał się z:
- jednego miasta na prawach powiatu
- dwóch powiatów ziemskich

Miasto na prawach powiatu:
| Lp. | Nazwa gminy     | Ludność (31.12.2009) | Powierzchnia km² |
| --- | --------------- | -------------------- | ---------------- |
| 1   | Lipsk (Leipzig) | 518.862              | 297,36           |

Powiaty ziemskie:
| Lp. | Nazwa powiatu   | Ludność (31.12.2009) | Powierzchnia km² | Liczba gmin |
| --- | --------------- | -------------------- | ---------------- | ----------- |
| 1   | Lipsk (Leipizg) | 269.694              | 1 646,78         | 41          |
| 2   | Nordsachsen     | 208.661              | 2 020,08         | 36          |